# Armeegruppe von Manteuffel
De Armeegruppe von Manteuffel was een Duitse Armeegruppe in de Tweede Wereldoorlog, genoemd naar haar commandant, General der Panzertruppe Hasso von Manteuffel. In feite was dit een camouflage-naam voor het 15e Leger in de aanloop naar de Slag om de Ardennen.

## Krijgsgeschiedenis
Als deel van de voorbereidingsmaatregelen voor het Ardennen-offensief, werd medio november 1944 de staf van het 5e Pantserleger onder bevel van General von Manteuffel van het front teruggetrokken. In plaats daarvan werd het 15e Leger vanuit Nederland overgebracht naar de Eifel. Om deze actie te camoufleren kreeg het 15e Leger van 16 november 1944 tot de start van het offensief de camouflagenaam Armeegruppe von Manteuffel. 
Op 16 december 1944 werd deze maatregel opgeheven en daarmee verdween de naam Armeegruppe von Manteuffel en het 15e Leger kreeg zijn oorspronkelijke naam terug.